# Naemorhedus
Naemorhedus (latín nemor-haedus, "cabrito de claro") es un género de mamíferos artiodáctilos de la subfamilia Caprinae llamados comúnmente gorales; son caprinos nativos de Asia.

## Especies
Se reconocen las siguientes especies:
- Naemorhedus baileyi (Pocock, 1914) — goral rojo.
- Naemorhedus caudatus (Milne-Edwards, 1867) - goral de cola larga
- Naemorhedus goral (Hardwicke, 1825) — goral del Himalaya.
- Naemorhedus griseus (Milne-Edwards, 1871) — goral gris o goral chino.